# En territoire ennemi 4 : Opération Congo
Série
En territoire ennemi 3 : Mission Colombie
(2009)
Pour plus de détails, voir Fiche technique et Distribution.
En territoire ennemi 4 : Opération Congo (Seal Team Eight: Behind Enemy Lines) est un film américain réalisé par Roel Reiné, sorti en 2014 directement en vidéo.

## Synopsis
Une unité de soldats américains est envoyé en république démocratique du Congo et découvre des contrebandiers d'armes enrichies en uranium.

## Fiche technique
- Titre original : Seal Team Eight: Behind Enemy Lines
- Titre français : En territoire ennemi 4 : Opération Congo
- Réalisation : Roel Reiné
- Scénario : Brendan Cowles et Shane Kuhn, d'après une histoire de Roel Reiné
- Musique : Mark Kilian
- Décors : Shane Bunce
- Costumes : Darion Hing
- Photographie : Roel Reiné
- Son : Jason Gaya, Natalia Saavedra Brychcy
- Montage : Radu Ion et Henry Vasquez
- Production : David Wicht

Production exécutive : Theuns De Wet
Production déléguée : Malcolm Scerri-Ferrante et Meryl Schutte
- Sociétés de production[2] : 
  - États-Unis : 20th Century Fox Home Entertainment, Rebel Entertainment
  - Afrique du Sud : Film Afrika Worldwide
- Sociétés de distribution :
  -  : Twentieth Century Fox (Tous médias)
  - États-Unis : 20th Century Fox Home Entertainment (DVD / Blu-Ray)
  - France : Fox Pathé Europa (DVD)[3]
- Budget : n/a
- Pays d'origine :  États-Unis
- Langue originale : anglais
- Format[4] : couleur
- Genre : action, drame, guerre
- Durée : 98 minutes
- Dates de sortie[5]  :
  - États-Unis : 1er avril 2014 (sortie directement en DVD et Blu-ray)
  - France : 2 janvier 2015 (sortie directement en DVD)[6],[3]
- Classification[7] :
  -  États-Unis : Interdit aux moins de 17 ans (R – Restricted) (certificat #48703)[Note 1].
  -  France : Interdit aux moins de 12 ans.

## Distribution
- Tom Sizemore : Ricks
- Lex Shrapnel (en) : Case
- Anthony Oseyemi : Jay
- Michael Everson : Bubba
- Darron Meyer : Vic
- Aurélie Meriel : Zoe Jelani
- Colin Moss : Dan
- Langley Kirkwood : le lieutenant Parker